# Багаран (село)
Багаран (вірм. Բագարան) — село в марзі Армавір, на заході Вірменії. Село розташоване на лівому березі річки Ахурян, по якій проходить кордон з Туреччиною. Село розташоване за 35 км на захід від міста Армавір та за 4 км на північ від села Єрвандашат.

## Історія
Багаран був історичним містом в області Айрарат Великої Вірменії та однією зі столиць Вірменії.
Згідно з Мовсесом Хоренаці, Багаран був побудований останнім представником Ервандуні — Єрвандом (Оронтом) IV на початку II століття до н. е. У Багаран з Армавіра були перенесені жертівники язичницьких богів давньовірменського пантеону. Єрванд призначив свого брата Єрваза головним жерцем нового храму в Багарані, після чого останній став найбільшим релігійним і культурним центром Єрвандійскої Вірменії.
За часів Арташесидів ідоли з Багарана були перевезені до нової столиці — Арташат. Однак, Багаран залишався важливим релігійним центром аж до прийняття християнства як державної релігії в 301 році. З цього моменту аж до IX століття Багаран мало згадувався в джерелах.
Другий свій розквіт Багаран переживає у другій половині IX століття, коли він на короткий час стає столицею цартства Багратидів. Після того, як столицею став Ані, Багаран перетворився на торговий вузол по дорозі з Ані на захід. У 1048 р. Багаран був зруйнований турками-сельджуками, на початку XII століття був завойований Шахарменамі. У 1211 році був звільнений братами Закарянами, а у 1394 році був остаточно зруйнований монгольськими військами Тамерлана. Після цього Багаран втратив свою значимість, аж до 1915 року залишався невеликим поселенням з вірменським населенням. У результаті подій 1918—1920 років усі 350 жителів Багарана були змушені перебратися на територію сучасної Вірменії.
До наших днів збереглися лише деякі будівлі, серед них — що знаходиться на південній околиці міста церква Св. Теодора, побудована в 624—631 роках за наказом ішхана Буда Аравегяна і його дружини Анни. Є також ще дві церкви — Св. Геворга і Св. Шушана, на стінах цих церков збереглися вірменські написи IX—XII століть. Крім того, збереглися руїни фортеці, сліди житлових будинків і кладовища. У Багарані знаходиться могила засновника династії Багратидів — Ашота I.